# Spring City (Utah)
Spring City é uma cidade localizada no estado norte-americano de Utah, no Condado de Sanpete.

## Demografia
Segundo o censo norte-americano de 2000, a sua população era de 956 habitantes.
Em 2006, foi estimada uma população de 1001, um aumento de 45 (4.7%).

## Geografia
De acordo com o United States Census Bureau tem uma área de
3,4 km², dos quais 3,4 km² cobertos por terra e 0,0 km² cobertos por água. Spring City localiza-se a aproximadamente 1775 m acima do nível do mar.

## Localidades na vizinhança
O diagrama seguinte representa as localidades num raio de 20 km ao redor de Spring City.